# Verbena caniuensis
Verbena caniuensis — вид трав'янистих рослин родини Вербенові (Verbenaceae), ендемік пд. Бразилії. 
Verbena caniuensis вирізняється своєю повзучою звичкою і суцвіттям, зведеним до єдиного колоска; листки теж незвичні — яйцевидно-округлі, грубо-зубчасті, вузько-черешкові; середовище проживання поділяє з географічно подібним V. filicaulis.

## Поширення
Ендемік пд. Бразилії.